# Edward Osborne Wilson
Edward Osborne Wilson (Birmingham, Alabama, 10 de junio de 1929-26 de diciembre de 2021), citado como Edward O  Wilson, fue un entomólogo y biólogo estadounidense conocido por su trabajo en evolución y sociobiología, considerado el biólogo más importante y destacado del mundo en su tiempo. Se le ha llamado "el padre de la biodiversidad y de la sociobiología", por sus contribuciones pioneras en estos campos. También fue pionero en la defensa de la unión de los conocimientos y la información de distintas disciplinas para crear un marco unificado de entendimiento. Su especialidad biológica fue el estudio de las hormigas, campo en el que fue considerado la mayor autoridad mundial.

## Primeros años
Nació en Alabama, hijo de Edward Osborne Wilson e Inez Freeman Wilson. Al crecer en el campo, alrededor de la localidad de Mobile, Wilson estaba fascinado por la naturaleza y todas sus criaturas por lo que dedicaba su tiempo al estudio de las mismas. A los 7 años de edad tuvo un accidente de pesca quedándose ciego del ojo derecho, lo que interfirió en su capacidad para estudiar aves y otros animales en el campo. 
"La mayoría de los niños tienen un período de bichos", escribió en sus memorias en el libro El Naturalista. "Nunca superé el mío".
En un viaje al Rock Creek Park en Washington D. C., quedó fascinado con las hormigas citronela que vivían en un árbol podrido. Desde ese momento supo que se dedicaría al estudio de las hormigas e insectos, criaturas que podía examinar con un microscopio. Mientras aún estaba en la escuela secundaria, Wilson descubrió la primera colonia de hormigas rojas en los Estados Unidos.
Posteriormente, en Alabama, obtuvo el bachiller en ciencias y el máster en Biología en la Universidad de Alabama (Tuscaloosa). Tras esto, se doctoró en la Universidad de Harvard en 1955. De 1953 a 1956 fue Junior Fellow en Harvard's Society of Fellows. Durante este período, comenzó una serie de viajes de campo de investigación que lo llevaron a muchas partes del Pacífico Sur y los trópicos del Nuevo Mundo. En 1956 se incorporó a la facultad de Harvard.

## Carrera
Al principio de su carrera, Wilson realizó un trabajo sobre la clasificación y ecología de las hormigas en Nueva Guinea y otras islas del Pacífico y en los trópicos americanos. En 1963 su trabajo y su concepción del equilibrio de especies lo llevaron a la teoría de la biogeografía de islas, que desarrolló junto al prematuramente fallecido Robert H. MacArthur de la Universidad de Princeton. En su teoría, la inmigración y la extinción, los determinantes de la biodiversidad a nivel de especie, estaban vinculados al área (distancia de las islas a las regiones de origen) y las propiedades básicas de la ecología y la demografía. El trabajo culminó en su libro de 1967 The Theory of Island Biogeography, el cual ha sido un trabajo de referencia estándar desde entonces.
La teoría influyó mucho en la disciplina de la ecología y se convirtió en una piedra angular de la biología de la conservación y ha influido en la planificación y evaluación de parques y reservas en todo el mundo. A finales de la década de 1960, con su alumno Daniel Simberloff, llevó a cabo experimentos en los Cayos de Florida que probaron las predicciones de la teoría y agregaron conocimientos sobre los procesos de inmigración y extinción de especies.
Durante estas décadas del cincuenta y sesenta, Wilson desempeñó un papel clave en el desarrollo del nuevo campo de la ecología química. Junto a varios colaboradores elaboró gran parte del lenguaje de las feromonas de las hormigas, y con William H. Bossert de la Universidad de Harvard creó la primera teoría general de las propiedades de la comunicación química. Debido a que todas las plantas y microorganismos, así como la gran mayoría de los animales, se comunican principal o completamente por señales químicas, la importancia de este trabajo ha sido inmenso.
En 1971 Wilson publicó su segunda síntesis principal, The Insect Societies, que formulaba el conocimiento existente sobre el comportamiento de las hormigas, abejas sociales, avispas sociales y termitas, sobre la base de la biología de poblaciones. En él introdujo el concepto de una nueva disciplina, la sociobiología, el estudio sistemático de la base biológica del comportamiento social en todo tipo de organismos. En 1975 publicó Sociobiología: La Nueva Síntesis, que extendió el tema a los vertebrados y lo unió más estrechamente a la biología evolutiva.
Generalmente, se reconoce que los descubrimientos fundamentales de la sociobiología son el análisis de la comunicación animal y la división del trabajo, en el que Wilson desempeñó un papel principal. Su obra se clasificó en una encuesta de los funcionarios y miembros de la Sociedad internacional del Comportamiento Animal como el libro más importante sobre comportamiento animal de todos los tiempos, y se considera hoy como el texto fundador de la sociobiología y su rama, la psicología evolutiva. Sociobiología también incluyó un breve análisis de los orígenes de la naturaleza humana. Esto provocó una amarga controversia sobre el papel de la biología en el comportamiento humano, que ahora se ha resuelto en gran medida a favor de la visión sociobiológica.
En 1978 Wilson publicó su aclamada obra Sobre la naturaleza humana con la que ganó su primer Premio Pulitzer. La obra trata el papel de la biología en la evolución de la cultura humana con el objetivo de cubrir más completamente el tema de la cultura y responder a la crítica.
En 1981, después de colaborar con Charles Lumsden, publicó Genes, Mind and Culture, una teoría de la coevolución entre genes y culturas. En 1990 publicó The Ants, coescrito con Bert Hölldobler, con la que ganó su segundo Premio Pulitzer de no ficción general, convirtiéndose en una de las dos únicas personas de la historia en lograr dos Premios Pulitzer en dicha categoría. The Ants es el trabajo definitivo sobre el insecto más abundante de la tierra, la hormiga, y el único trabajo científico profesional que ha ganado un Premio Pulitzer. También dibujó cada una de las 5000 meticulosas ilustraciones de hormigas de su libro de 2003 "Pheidole in the New World", una amplia descripción del género de hormigas más diverso.
En 1990 estableció junto a Stefan Cover y John Tobin en una finca cercana a la ciudad de Puerto Maldonado en Perú el récord del mayor número de especies de hormigas encontradas en una sola localidad, con un total de 275 especies en una parcela de menos de una hectárea. Cerca de allí, en la Reserva nacional Tambopata, en un solo árbol Wilson identificó 43 especies de hormigas pertenecientes a 26 géneros, número mayor al total de especies de hormigas entonces conocidas en todas las islas británicas, lo que ayudó a hacerse una idea de la inmensa diversidad ecológica existente en los ecosistemas neotropicales.
En la década de los 90 publicó las importantes obras La diversidad de la vida (1992), su autobiografía El Naturalista (1994) y Consilience: La Unidad del Conocimiento (1998). Con la obra La diversidad de la vida sintetizó los principios y las cuestiones prácticas más importantes de la diversidad biológica y se convirtió en un trabajo de referencia. En Consilience abogó por la reversión de la actual fragmentación del conocimiento y las ideologías posmodernistas y un retorno a los ideales de la Ilustración original, incluido el puente entre las ciencias y las humanidades. Este trabajo ha tenido un impacto considerable y ha sentado las bases de su propósito.

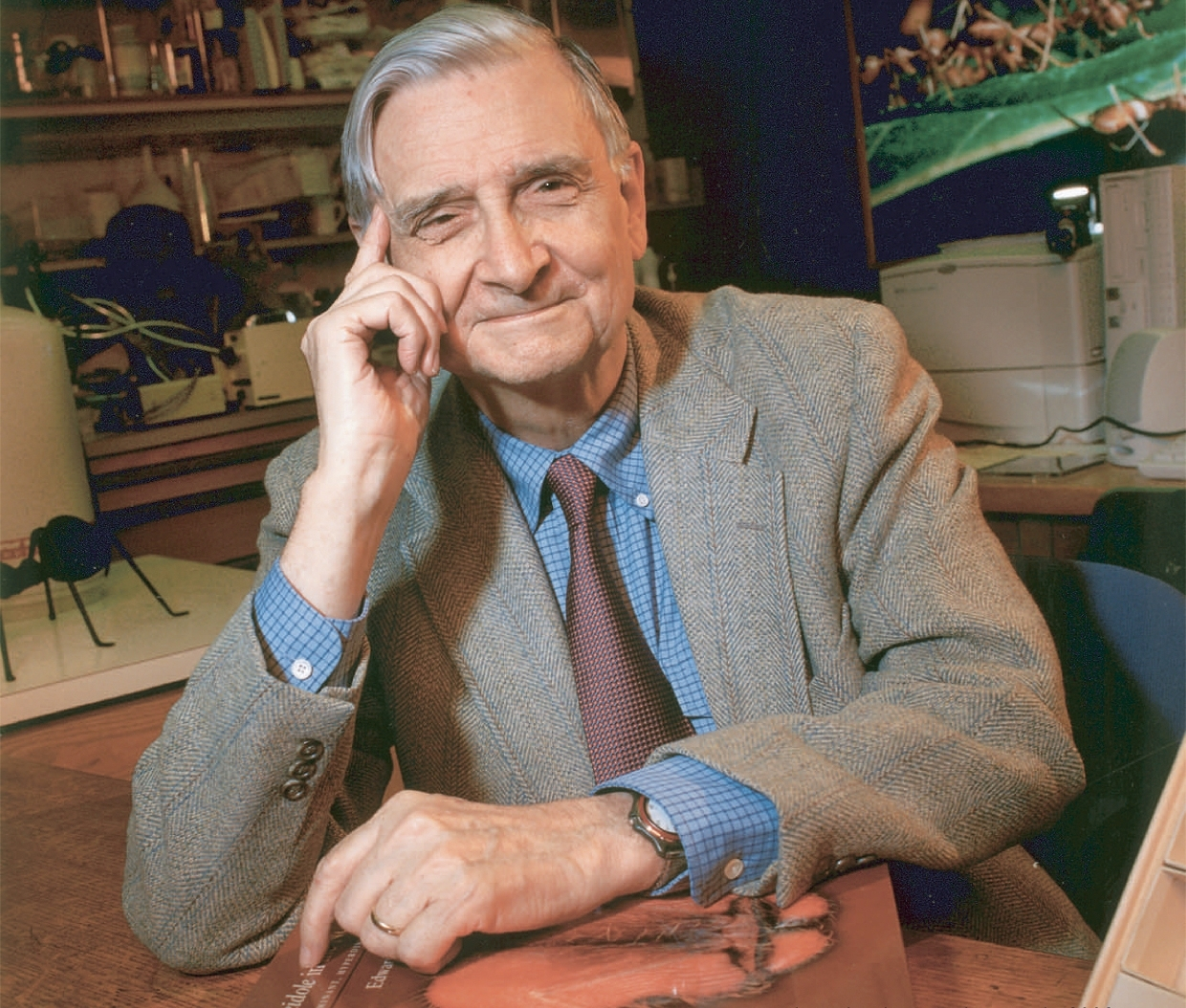
Wilson en su despacho de la Universidad de Harvard en el año 2003.

En 1996, Wilson se retiró oficialmente de la Universidad de Harvard, donde continuó ocupando los puestos de Profesor Emérito y Conservador del Museo de Zoología Comparada durante años.

## Jubilación y compromiso con la conservación de la biodiversidad
Tras su jubilación, Wilson se dedicó a la escritura con un ritmo de publicación de, aproximadamente, un libro anual, siendo gran parte de ellos éxito de ventas del New York Times.
Desde finales de la década de 1970 hasta su fallecimiento, Wilson participa activamente en la conservación global de la biodiversidad, contribuyendo y promoviendo la investigación. En 1984 publicó Biophilia, obra que exploró la base evolutiva y psicológica de la atracción de la humanidad por el medio ambiente natural. Este trabajo introdujo la palabra biofilia que ha influido en la configuración de la ética de la conservación moderna. En 1988 Wilson editó el volumen BioDiversity, basado en las actas de la primera conferencia nacional de Estados Unidos sobre el tema, que también introdujo el término biodiversidad en el idioma. Este trabajo fue muy influyente en la creación del campo moderno de los estudios de biodiversidad.
Tuvo un papel fundamental en la puesta en marcha de la iniciativa La Enciclopedia de la vida (EOL) con el objetivo de crear una base de datos mundial para incluir información sobre las 1.9 millones de especies reconocidas por la ciencia. Actualmente, incluye información de prácticamente la totalidad de las especies conocidas. Este repositorio digital abierto y con capacidad de búsqueda para los rasgos de organismos, medidas, interacciones y otros datos cuenta con más de 300 socios internacionales e innumerables científicos para brindar acceso global al usuario sobre el conocimiento de la vida en la Tierra. Por su parte Wilson ha descubierto y descrito más de cuatrocientas especies de hormigas. En 2011, Wilson dirigió expediciones científicas a la reserva salvaje del parque nacional Gorongosa en Mozambique y los archipiélagos de Vanuatu y Nueva Caledonia en el Pacífico suroeste. Wilson ha sido miembro de las juntas directivas del Museo Americano de Historia Natural, Conservation International, The Nature Conservancy y el Fondo Mundial para la Naturaleza, y ha sido un consultor clave del Jardín Botánico de Nueva York, el Instituto de la Tierra de la Universidad de Columbia y muchas otras organizaciones ambientales y científicas.
Wilson vivió hasta el fin de sus días en Lexington, Massachusetts, con su esposa Irene con la que tuvo una hija, Catherine.

## La teoría de la biogeografía de islas
Uno de los trabajos más importantes en ecología (en palabras del reputado ecólogo Robert May, "el trabajo publicado más influyente en ecología"), el de R. H. MacArthur y E. O. Wilson (1967), The Theory of Island Biogeography, expone una teoría nueva sobre la distribución de las especies en una isla o biotopo aislado. Según los autores, el número de especies existentes es el resultado de un equilibrio dinámico entre las especies inmigrantes y colonizantes y las autóctonas, en función de la superficie de la isla. Distinguieron entre animales que producen muchas crías e invierten poco en su cuidado (estrategas r) y aquellos que producen menos crías pero las cuidan en los primeros años de vida (estrategas K), dependiendo de la estabilidad del entorno.
La idea fue probada por Wilson y su entonces estudiante Daniel Simberloff (actualmente y desde 1997 profesor en la Universidad de Tennessee) en un experimento en pequeños islotes de manglares en los Cayos de Florida. El trabajo sentó las bases de la ecología moderna al poder usarse para poder hacer predicciones sobre la diversidad biológica en lagos, bosques y otros hábitats y de la biología de la conservación pues permitió predecir cuántas extinciones pueden suceder en un determinado hábitat. Stuart Pimm, biólogo conservacionista de la Universidad de Duke, calificó el trabajo como “el principio fundamental de la biología de la conservación”.
Posteriormente se han desarrollado teorías complementarias, como la del equilibrio en la biogeografía de las islas de Gilbert (1980) o la teoría neutral unificada de la biodiversidad de Stephen P. Hubbell (2001).

## Sociobiología, La Nueva Síntesis

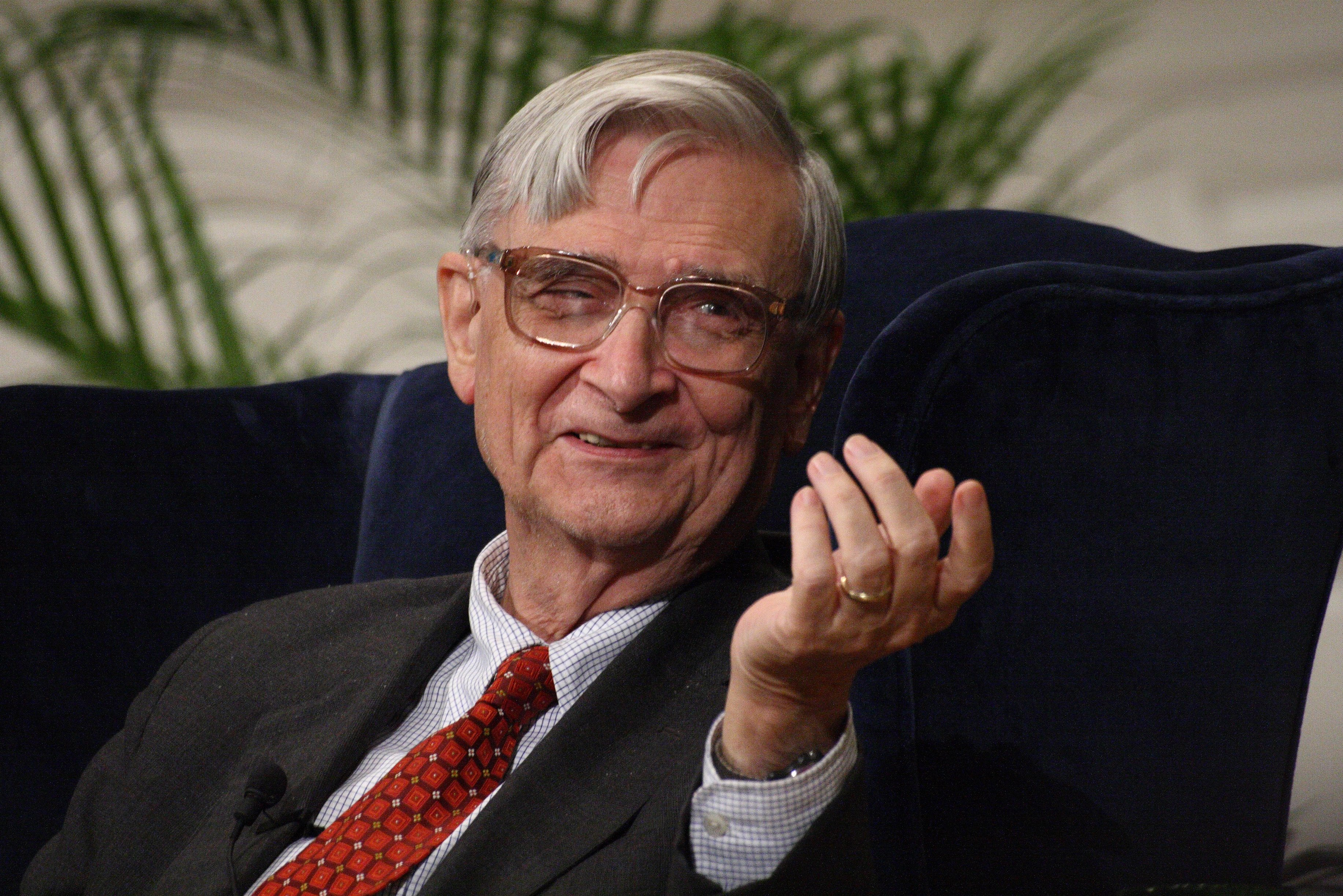
Wilson en 2007.

En 1975 Wilson publicó la obra Sociobiología, la nueva síntesis que aborda en forma general (holismo) una serie de cuestiones problemáticas no resueltas dentro de la Teoría Sintética de la Evolución biológica, siendo el primero en abordar la evolución y organización de sociedades en organismos que van desde bacterias coloniales hasta primates, incluidos los humanos. En ella se presenta un nuevo enfoque del término conducta, muy desarrollado entonces por los etólogos. De esta forma se comienza a hablar de conducta altruista, que hasta el momento no había recibido este enfoque. Hasta entonces, la conducta se explicaba desde el punto de vista de los beneficios que trae al grupo o la especie. La sociobiología, en cambio, explica que el altruismo existe porque beneficia a los genes del individuo que la emite. La sociobiología propone que la selección natural actúa sobre el individuo y no sobre el grupo.
Una serie de términos fueron introducidos con la sociobiología:
- Conducta social: la que el individuo emite en relación con otros congéneres de la misma especie.
- Éxito reproductivo: entendido como aptitud inclusiva que incluye la aptitud darwiniana que sería el número de descendientes que deja un individuo. La cantidad de genes propios que pasa de una generación a la otra, no sólo reproduciéndonos individualmente, sino teniendo en cuenta la cantidad de hermanos, sobrinos, nietos, primos.
- Relación genética o parentesco genético: La conducta se explica por la relación de genes que tienen en común madre e hijo, y en los insectos sociales (abejas, hormigas) se explica por la cantidad de genes que comparten hermanas, un 75 % de genes, mientras con sus hijos compartirían un 50 %. Y con los hermanos un 25 % de los genes. De esta manera se desentraña un antiguo dilema propio del orden Hymenóptera.

La obra sentó las bases conceptuales del campo de la sociobiología, lo que más tarde daría lugar a la psicología evolucionista. En las décadas posteriores a la publicación de Sociobiología, los investigadores han identificado miles de genes que influyen en las variaciones del comportamiento humano. Los humanos comparten muchos de estos genes con otras especies y se ha demostrado que también influyen en el comportamiento de esos animales.

## Publicaciones y reconocimientos
Wilson es una de las dos únicas personas que han recibido la concesión más alta en ciencias de Estados Unidos, la Medalla Nacional a la Ciencia y el premio Pulitzer en literatura, este último en dos ocasiones. Fue un autor de éxito de ventas del New York Times. Escribió más de 30 libros y publicó más de 430 artículos científicos, algunos de ellos de los más citados de la historia y portada de revistas científicas tan importantes como Nature o Science. Sus artículos "Character displacement" publicado en 1956 en coautoría con William Brown Jr., "The Theory of Island Biogeography" elaborado junto a Robert H. MacArthur en 1967, "Experimental zoogeography of islands: the colonization of empty islands" producido en 1969 junto a D. S. Simberloff, y sus libros The Insect Societies y Sociobiology: The New Synthesis fueron honrados con el premio Science Citation Classic, el más importante galardón que identifica los trabajos u obras más citados y que son referentes en el campo de estudio. Hasta su muerte, Wilson figuraba como el ecólogo y teórico evolutivo más citado del mundo con más de 250 mil citas según el ranking de Webometrics y su perfil oficial de Google Académico. Asimismo, su trabajo "The Theory of Island Biogeography" es la teoría en ecología más citada.
La Real Academia Sueca le concedió el premio Crafoord, creado para reconocer áreas no cubiertas por los premios Nobel (biología, oceanografía, matemáticas, astronomía generales). En España fue galardonado con el Premio Internacional Cataluña 2007 y el Premio Fundación BBVA Fronteras del Conocimiento 2010 en la categoría de Ecología y Biología de la Conservación por acuñar el concepto de biodiversidad y contribuir extraordinariamente a concienciar a la sociedad de su valor.  
A nivel mundial recibió más de 150 premios, medallas y concesiones, así como más de 40 doctorados honorarios. Fue miembro honorario de más de 20 mundialmente prestigiosas y reconocidas organizaciones, academias e instituciones. Fue invitado a dar lecturas y conferencias en más de 100 universidades e instituciones de todo el mundo. Dos especies de vertebrados (un ave y un murciélago) así como múltiples insectos han sido nombradas científicamente en su honor.
En 1995 fue nombrado una de las 25 personalidades más influyentes en Estados Unidos por la revista Time, y en 1996 una encuesta internacional lo catalogó como uno de los 100 científicos más influyentes de la historia. En 2000, las revistas Time y Audubon lo nombraron uno de los 100 ambientalistas líderes del siglo. En 2005, Foreign Policy lo nombró uno de los 100 intelectuales más importantes del mundo. En 2008 fue elegido uno de los 100 científicos más importantes de la historia por la Britannica Guide. En los siguientes años y hasta la actualidad ha sido incluido en numerosas listas similares como la lista "Los 50 científicos más influyentes del mundo actual" elaborada por  TheBestSchools.
Las contribuciones de Wilson se extienden a los campos de la ecología, la biología sistemática, de conservación y del comportamiento, la biogeografía y la filosofía ética. Los dos conceptos más ampliamente aceptados en ecología sobre los que descansa gran parte de la investigación básica y aplicada son los de la selección rK y la biodiversidad de las islas. Ambos conceptos fueron propuestos por Wilson con el también fallecido Robert McArthur de la Universidad de Princeton. El primer concepto es fundamental en la biología evolutiva, mientras que el segundo es la base de todo el trabajo sobre conservación y biodiversidad. La contribución general del profesor Wilson representa un intento ambicioso de reunir, dentro de un marco conceptual único, los diversos campos del conocimiento, desde las ciencias naturales, pasando por las ciencias sociales, hasta las humanidades y las artes.

## Muerte
Falleció en Massachusetts, Estados Unidos, el 26 de diciembre del 2021 a los noventa y dos años.